# 李済馬
李 済馬（イ・ジェマ、이제마、1837年4月23日 - 1900年11月12日）は、李氏朝鮮、大韓帝国の武臣、医学者。字は子明、号は東武。

## 人物
咸鏡道咸興出身。早くから乗馬や弓術を熟練し、1875年に科挙の武科に及第し、翌年には宮廷を護衛する武衛都統使に入衛し、武衛将に就く。1886年に鎮海県監となる。乙未事変の翌1896年に咸興で発生した崔文煥の反乱を鎮圧し、正三品に叙され、通政大夫宣諭委員を贈られた。
また医学にも造詣が深く、「四象医学」を考案、1898年に致仕すると、翌年には咸興で保元局を開き、病人の治療に従事した。著書に「東医寿世保元」「格致藁」などがある。